# Straż grobowa
Straż grobowa (Bożogrobcy, Turki) – honorowa formacja paramilitarna pełniąca w kościele wartę przy symbolicznym Bożym Grobie od Wielkiego Piątku po południu – do rezurekcji w Niedzielę wielkanocną. 

## Geneza tradycji

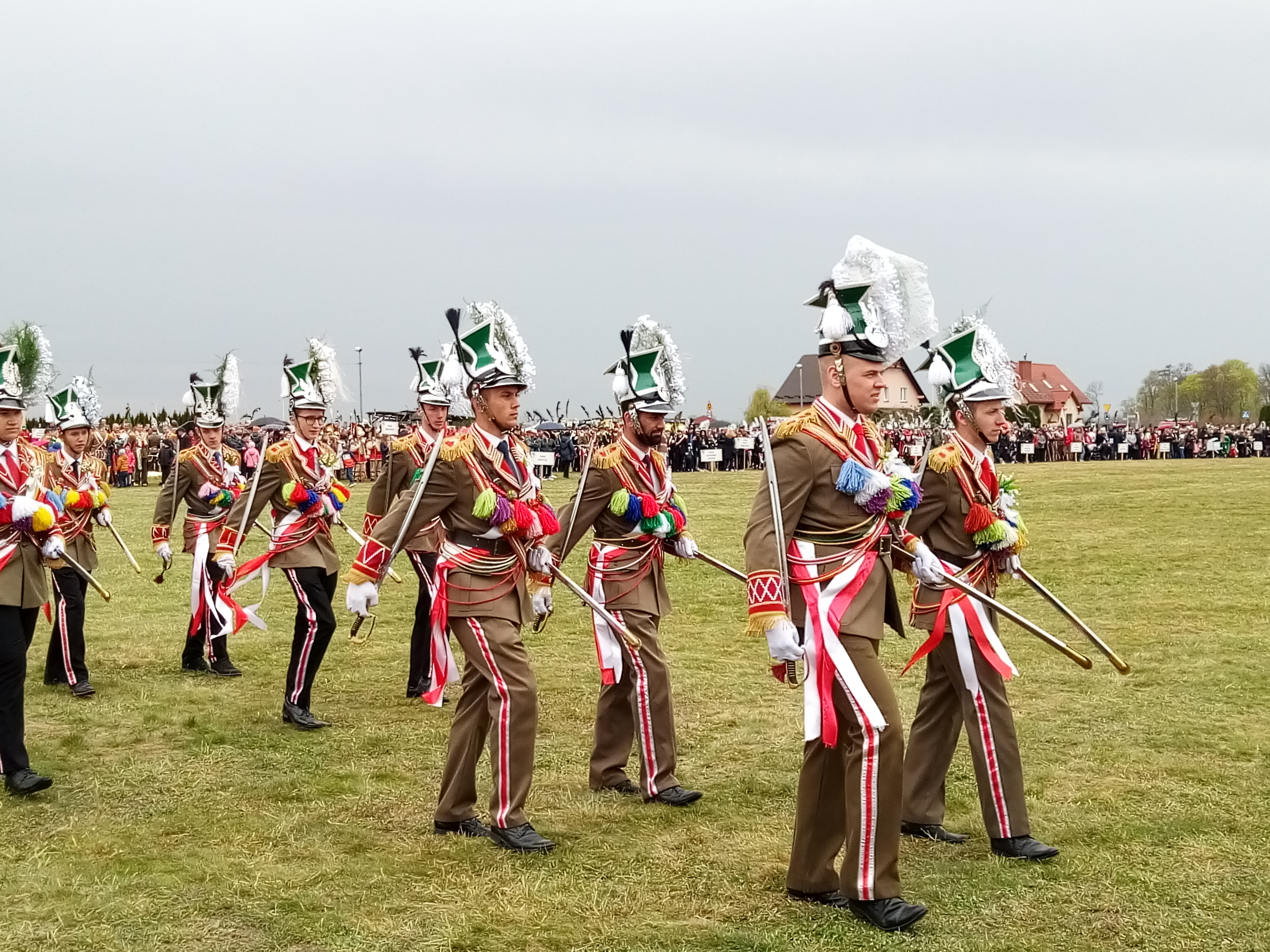
Straż grobowa w Grodzisku Dolnym

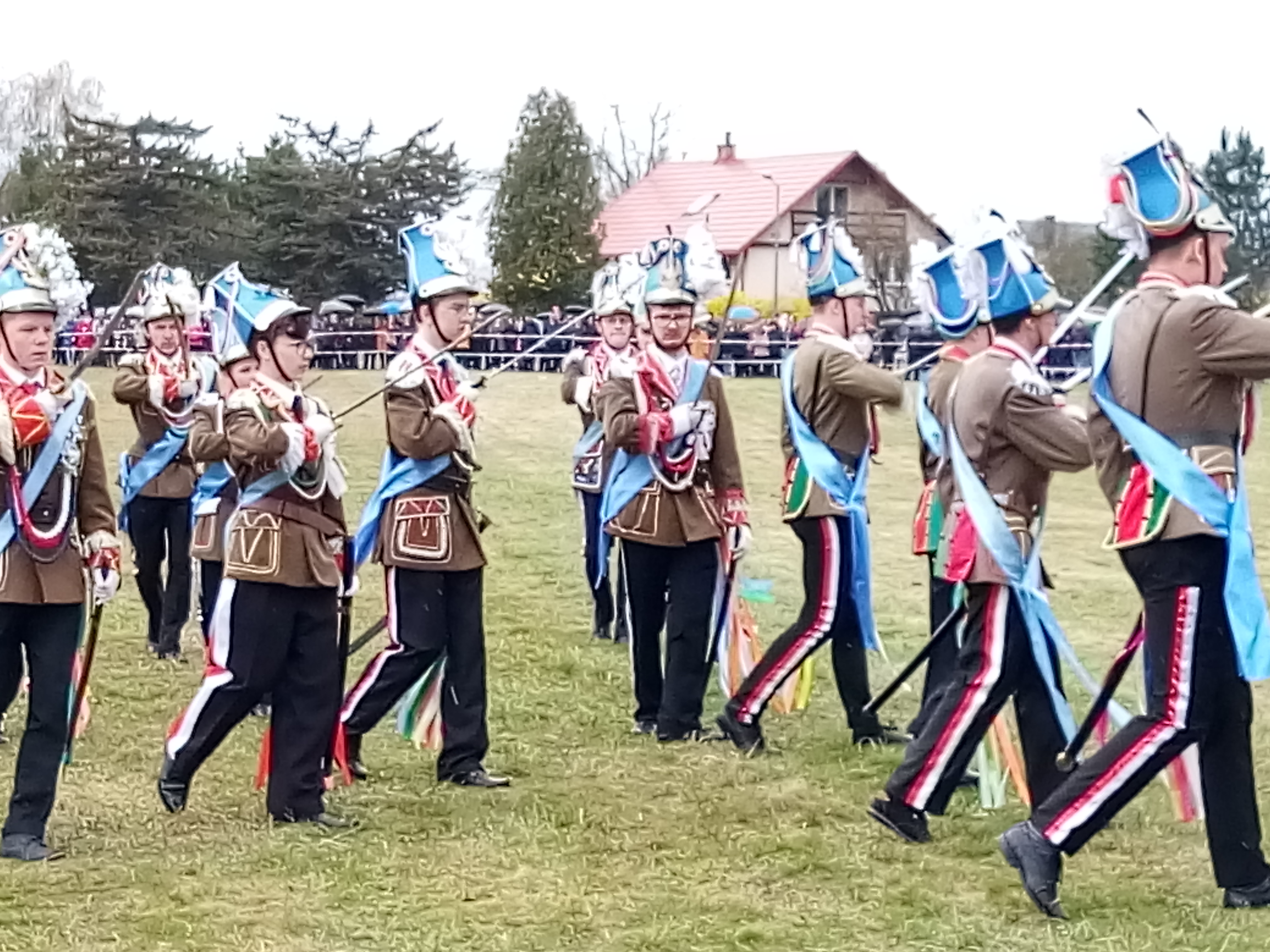
Straż grobowa w Tryńczy

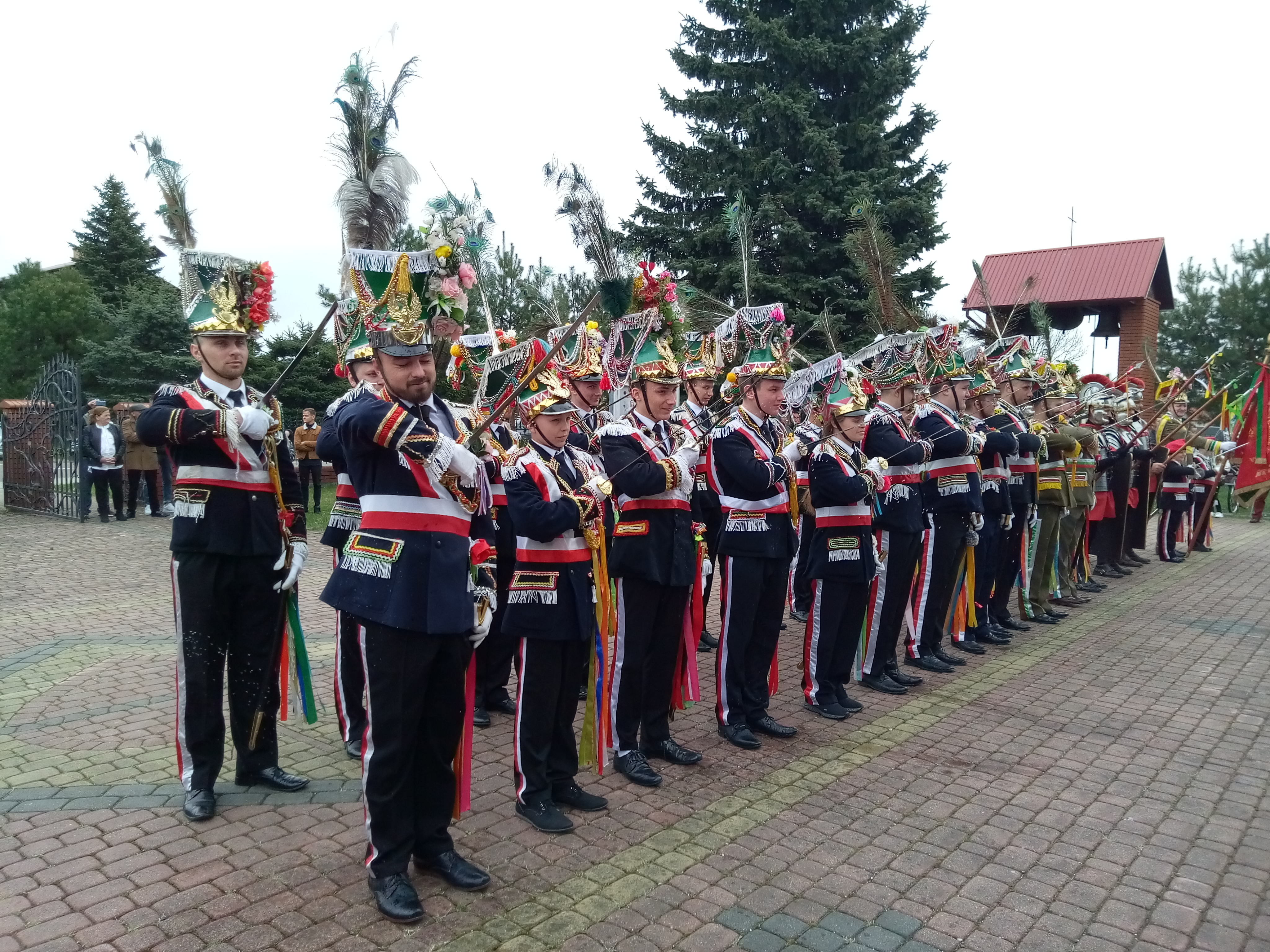
Straż grobowa w Gorzycach Przeworskich

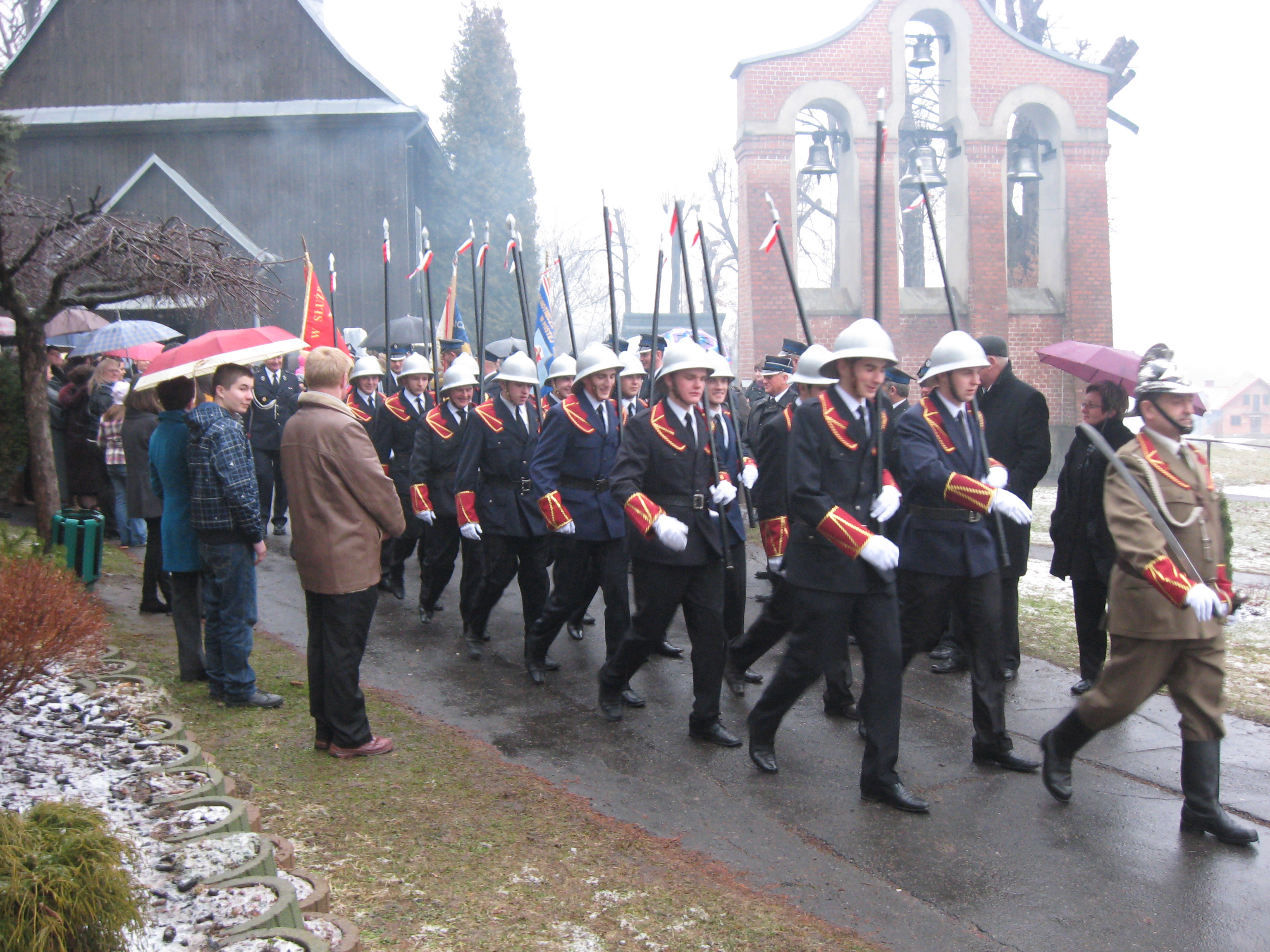
Straż grobowa w Sławęcinie na Podkarpaciu

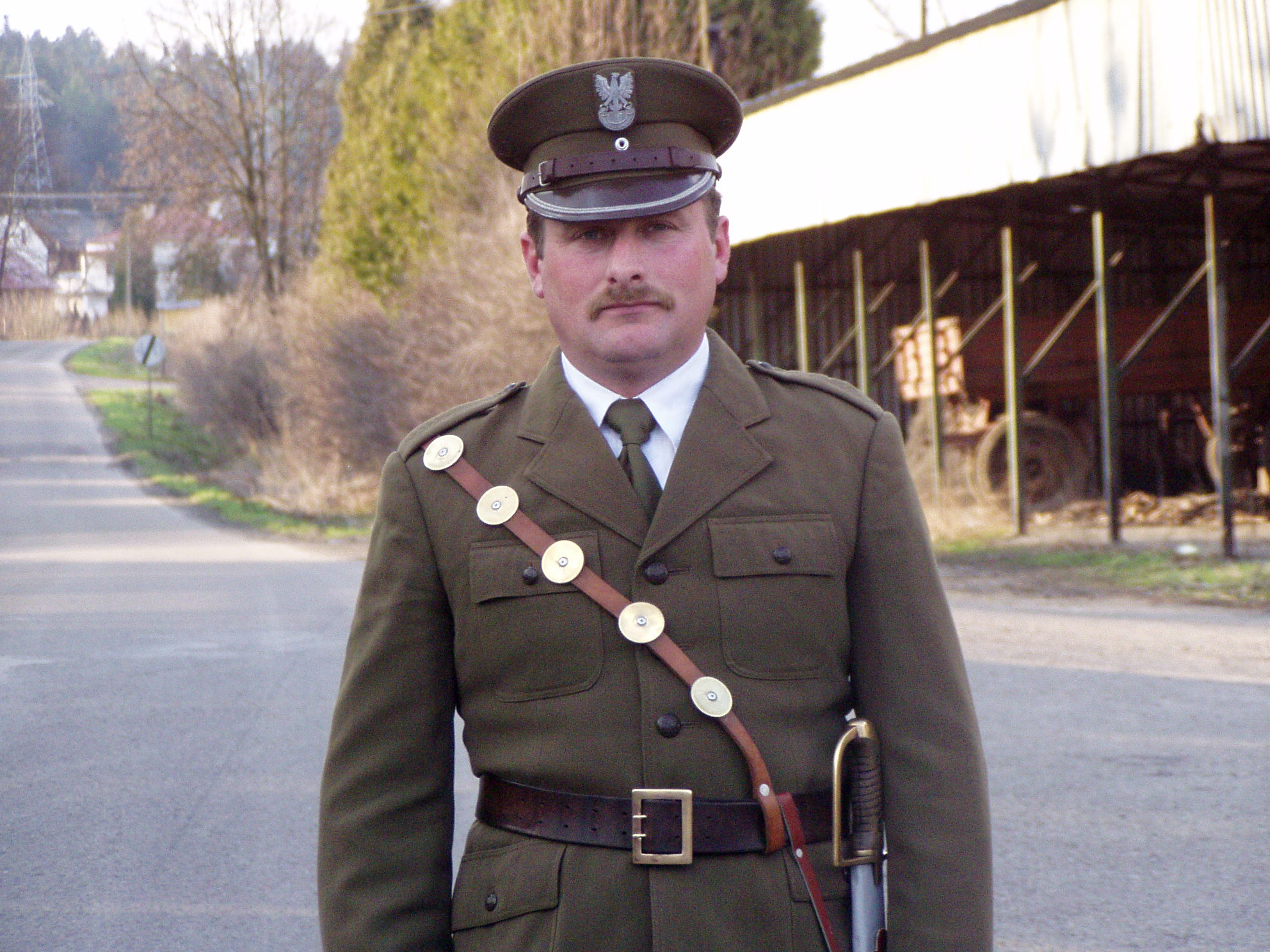
Mundur strażnika Grobu z Birczy

Obyczaj ten znany jest w Polsce co najmniej od połowy XVII w., jest opisywany w źródłach z XVIII i XIX wieku. Honorowe formacje wojskowe lub parawojskowe, pełniące warty w kościołach przy symbolicznych grobach Pańskich, od popołudnia Wielkiego Piątku do rezurekcji w Niedzielę wielkanocną. 
Według legendy funkcjonująca na Podkarpaciu nazwa straży grobowych „Turki” wywodzi się z czasów odsieczy wiedeńskiej. Powracający z wojny chłopi ubrani byli w zdobyczne stroje tureckie i przybywali do rodzinnych wsi w Wielki Piątek, Wielką Sobotę lub Wielką Niedzielę, udając się bezpośrednio do kościoła i zaciągając wartę przy Grobie Pańskim.
Na przykład w Warszawie za czasów Augusta III straże grobowe składały się z drabantów królowej i oddziałów artylerii konnej, a w innych miastach i miasteczkach – z oddziałów wojskowych różnych rodzajów broni, w paradnych mundurach; w końcu XIX w. w niektórych regionach Wielkopolski w mundurach z elementami orientalnymi (turbany, krzywe szable tureckie) – być może reminiscencje odsieczy wiedeńskiej lub pielgrzymek do Ziemi Świętej, odbywanych przez szlachtę i magnaterię polską od końca XVII w. (w Jerozolimie służby porządkowe pełniła policja świątynna, Turcy – agowie, w strojach narodowych). 
Wiejskie straże grobowe również przebierały się za wojsko albo występowały w swych własnych mundurach wojskowych, jeśli uczestnicy straży odbyli służbę wojskową. Obyczaj straży grobowych utrwalił się w tradycji polskiej i jest ciągle żywy. Każdego roku warty przy grobach Pańskich zwyczajowo zaciągają strażacy, w mundurach galowych. 
W okolicach Przeworska i Leżajska, w każdej parafii są straże grobowe, które w Niedzielę Wielkanocną i Poniedziałek Wielkanocny ubrane w barwne, ozdobne mundury, przy dźwiękach orkiestry dętej wykonują marsze i musztry paradne. 
W Pruchniku straże grobowe są nazywane „bożogrobcami”, co może mieć związek z tradycjami zakonu Kanoników Regularnych Stróżów Świętego Grobu Jerozolimskiego, zwanych potocznie bożogrobcami.

## Parady straży wielkanocnych „Turki”
W 1993 roku w Grodzisku Dolnym zorganizowano pierwszą Podkarpacką Paradę Straży Wielkanocnych „Turki”, w której wzięły udział straże grobowe i orkiestry dęte z Podkarpacia. 
Od 2004 roku organizowane są Ogólnopolskie i Podkarpackie Parady Straży Wielkanocnych „Turki” , o zasięgu ogólnopolskim.
Parady Podkarpackie:
- 1993 – I Grodzisko Dolne
- 1994 – II Zaleszany
- 1995 – III Grodzisko Dolne
- 1996 – IV Grodzisko Dolne
- 1997 – V Radomyśl nad Sanem
- 1998 – VI Grodzisko Dolne
- 1999 – VII Pruchnik
- 2000 – VIII Grodzisko Dolne
- 2001 – IX Dzikowiec
- 2002 – X Grodzisko Dolne
- 2003 – XI Łańcut

Parady Podkarpackie i Ogólnopolskie:
- 2004 – XII (I) Grodzisko Dolne
- 2005 – XIII (II) Gniewczyna Łańcucka
- 2006 – XIV (III) Raniżów
- 2007 – XV (IV) Grodzisko Dolne
- 2008 – XVI (V) Majdan Zbydniowski
- 2009 – XVII (VI) Grodzisko Dolne
- 2010 – XVIII (VII) Wyszatyce
- 2011 – XIX (VIII) Wielopole Skrzyńskie
- 2012 – XX (IX) Grodzisko Dolne
- 2013 – XXI (X) Nowa Dęba
- 2014 – XXII (XI) Radomyśl nad Sanem
- 2015 – XXIII (XII) Gniewczyna Łańcucka
- 2016 – XXIV (XIII) Nowa Sarzyna
- 2017 – XXV (XIV) Grodzisko Dolne
- 2018 – XXVI (XV) Majdan Zbydniowski[4]
- 2019 – XXVII (XVI) Pustynia[5]
- 2022 – XXVIII (XVII) Tryńcza
- 2023 – XXIX (XVIII) Biedaczów[6]
- 2024 – XXX (XIX) Grodzisko Dolne[7]
- 2025 – XXXI (XX) Żołynia[8]